# Койколайнен, Лев Алексеевич
Лев Алексе́евич Койкола́йнен (27 октября 1931, Ленинград — 1 марта 1996) — советский партийный и государственный деятель, председатель Ленинградского облисполкома (1990—1991).

## Биография
В начале войны с родителями был эвакуирован в Омск (при переправе через Ладогу мать пропала без вести). В Омске после призыва отца в армию остался по существу беспризорным; работал в рыболовецкой бригаде в Нижневартовском районе.
Вернувшись после войны в Ленинградскую область, окончил ремесленное училище (Приозерск, 1949) по специальности «слесарь-ремонтник промышленного оборудования». Работал в Тихвине слесарем-наладчиком на фабрике «Галантерейщик», окончил курсы шоферов. В 1951 году был призван в армию, служил в авиации. После демобилизации работал в леспромхозе (станция Пчёвжа, Киришский район) трелевщиком, машинистом мотовоза, прорабом на стройке.
С 1959 года — инструктор в Киришском райкоме КПСС; одновременно учился в Ленинградском автодорожном техникуме (окончил в 1962). С 1962 года — секретарь парткома строительного треста № 46. С 1965 года на руководящих должностях в Киришах: председатель Киришского райисполкома, с 1967 — председатель Киришского горисполкома, в 1973—1976 годы — первый секретарь Киришского горкома КПСС. Непосредственно руководил строительством города, созданием его инженерной, транспортной и социально-бытовой инфраструктуры.
С 1976 года — заведующий строительным отделом Ленинградского обкома КПСС.
В 1979 года — заместитель председателя Ленинградского облисполкома. Занимался вопросами капитального строительства, возглавлял плановую комиссию, создал Координационный совет по строительству объектов в Ленинградской области, руководил разработкой комплексных программ строительства и электрификации. С 9 апреля 1990 по 26 сентября 1991 года — председатель Ленинградского облисполкома.
С 1991 года — председатель, генеральный директор Ассоциации экономического взаимодействия территорий Северо-Запада Российской Федерации.
Был избран депутатом Ленинградского областного Совета, Верховного Совета РСФСР 11-го созыва; членом Ленинградского обкома КПСС, делегатом XXV съезда КПСС и XIX Всесоюзной партийной конференции.
Похоронен на Богословском кладбище Санкт-Петербурга.

Могила Койколайнена на Богословском кладбище Санкт-Петербурга.

### Семья
Жена; сын.

## Награды
- два ордена Трудового Красного Знамени
- два ордена «Знак Почёта»
- пять медалей
- Почётная грамота Президиума Верховного Совета РСФСР
- Почётный гражданин города Кириши и Киришского района (1976) — за большие заслуги в создании и развитии Киришского энергопромышленного комплекса, весомый вклад в решение задач социально-экономического развития района[1][3].

## Адреса
Кириши, Пионерская улица, д. 7.

## В искусстве
Послужил прототипом секретаря парткома Льва Алексеевича Соломахина, одного из героев фильма «Премия» (1974, роль сыграл Олег Янковский) по сценарию А. Гельмана, переработанному позднее в пьесу «Протокол одного заседания».

## Память
В 1997 году в Киришах на доме, где жил Л. А. Койколайнен, была открыта мемориальная доска.